# Charmant
Charmant és un municipi francès situat al departament del Charente i a la regió de la Nova Aquitània. L'any 2007 tenia 318 habitants.

## Demografia

### Població
El 2007 la població de fet de Charmant era de 318 persones. Hi havia 132 famílies de les quals 40 eren unipersonals (28 homes vivint sols i 12 dones vivint soles), 40 parelles sense fills, 44 parelles amb fills i 8 famílies monoparentals amb fills.
La població ha evolucionat segons el següent gràfic:
Habitants censats

### Habitatges
El 2007 hi havia 158 habitatges, 135 eren l'habitatge principal de la família, 12 eren segones residències i 11 estaven desocupats. 155 eren cases i 2 eren apartaments. Dels 135 habitatges principals, 99 estaven ocupats pels seus propietaris i 36 estaven llogats i ocupats pels llogaters; 3 tenien dues cambres, 15 en tenien tres, 38 en tenien quatre i 79 en tenien cinc o més. 101 habitatges disposaven pel capbaix d'una plaça de pàrquing. A 50 habitatges hi havia un automòbil i a 74 n'hi havia dos o més.

### Piràmide de població
La piràmide de població per edats i sexe el 2009 era:
| Homes | Edats   | Dones |
| ----- | ------- | ----- |
| 0     | 95 o +  | 0     |
| 0     | 90 a 94 | 0     |
| 8     | 85 a 89 | 4     |
| 4     | 80 a 84 | 8     |
| 4     | 75 a 79 | 8     |
| 0     | 70 a 74 | 4     |
| 4     | 65 a 69 | 0     |
| 4     | 60 a 64 | 4     |
| 12    | 55 a 59 | 4     |
| 4     | 50 a 54 | 8     |
| 20    | 45 a 49 | 8     |
| 24    | 40 a 44 | 4     |
| 8     | 35 a 39 | 24    |
| 4     | 30 a 34 | 4     |
| 16    | 25 a 29 | 12    |
| 4     | 20 a 24 | 24    |
| 12    | 15 a 19 | 24    |
| 16    | 10 a 14 | 12    |
| 8     | 5 a 9   | 0     |
| 0     | 0 a 4   | 0     |

## Economia
El 2007 la població en edat de treballar era de 210 persones, 160 eren actives i 50 eren inactives. De les 160 persones actives 151 estaven ocupades (87 homes i 64 dones) i 9 estaven aturades (5 homes i 4 dones). De les 50 persones inactives 19 estaven jubilades, 11 estaven estudiant i 20 estaven classificades com a «altres inactius».

### Ingressos
El 2009 a Charmant hi havia 145 unitats fiscals que integraven 351,5 persones, la mediana anual d'ingressos fiscals per persona era de 17.637 €.

### Activitats econòmiques
Dels 14 establiments que hi havia el 2007, 1 era d'una empresa de fabricació d'altres productes industrials, 5 d'empreses de construcció, 2 d'empreses de comerç i reparació d'automòbils, 1 d'una empresa d'informació i comunicació, 2 d'empreses financeres, 2 d'empreses de serveis i 1 d'una empresa classificada com a «altres activitats de serveis».
Dels 6 establiments de servei als particulars que hi havia el 2009, 1 era un taller de reparació d'automòbils i de material agrícola, 2 paletes, 1 guixaire pintor i 2 electricistes.
L'any 2000 a Charmant hi havia 20 explotacions agrícoles que ocupaven un total de 1.080 hectàrees.

## Equipaments sanitaris i escolars
El 2009 hi havia una escola elemental integrada dins d'un grup escolar amb les comunes properes formant una escola dispersa.

## Poblacions més properes
El següent diagrama mostra les poblacions més properes.